# Rolando el Pedorro
Rolando el Pedorro (conocido en registros contemporáneos como Roland le Fartere, Roulandus le Fartere o Roland le Petour) fue un flatulista medieval que vivió en la Inglaterra del siglo XII. Su verdadero nombre no era Rolando sino George, pero adoptó ese nombre para desarrollar su actividad artística. A manera de pago por sus servicios como bufón del rey Enrique II, se le encomendó la mansión de Hemingstone en Suffolk y una extensión de 12 hectáreas (29,7 acre) de tierra. Como parte de sus servicios, cada Navidad estaba obligado a escenificar “saltum, siffletum, pettum" (“Un salto, un silbido y un pedo”) para la corte del Rey.